# Greenhead
Greenhead – wieś w Anglii, w hrabstwie Northumberland. Leży 59 km na zachód od miasta Newcastle upon Tyne i 418 km na północny zachód od Londynu.